# Jan Fencl
Jan Fencl, né le 12 juin 1942 à Uherské Hradiště, est un responsable agroalimentaire et homme politique tchèque, membre du Parti des droits civiques (SPO).